# Childebert III l'Adopté
Pour les articles homonymes, voir Childebert III.
Childebert III dit « l'Adopté », né vers 650 et mort en 662, fut roi des Francs d'Austrasie de 656 à 662. Il succéda à son père  Sigebert III. Il fut déposé au bout de six ans de règne au profit de Childéric II.

## Biographie

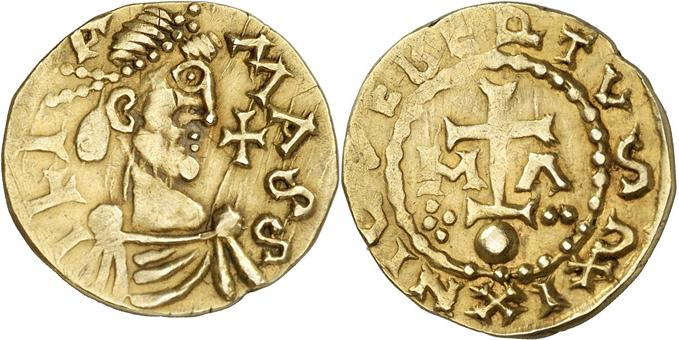
Solidus de 20 siliques émis par Childebert l'Adopté à Marseille.

Selon l'auteur anonyme du Liber Historiae Francorum, Childebert était le fils de Grimoald Ier, maire du palais d'Austrasie au nom du jeune roi Sigebert III. Ce dernier avait épousé Chimnechilde vers 647, mais aucun enfant n'était né au bout de cinq ans et Sigebert décide en 652 d'adopter Childebert, le fils de Grimoald. Peu après, Chimnechilde donne naissance à un fils, Dagobert, puis à une fille, Bilichilde.
Quand Sigebert meurt en 656, Grimoald écarte Dagobert, qu'il fait tonsurer, et le confie à Didon, évêque de Poitiers, lequel l'envoie dans un monastère en Irlande, avant de placer Childebert sur le trône. Clovis II, roi de Neustrie et demi-frère de Sigebert III voulant réunir l'Austrasie à son royaume, aurait laissé faire l'exil de son neveu, mais voit ses ambitions contrariées par celles de Grimoald. Ce dernier, membre des Pépinides en tant que fils de Pépin de Landen, se serait associé à Ansegisel, époux de sa sœur Begge et membre des Arnulfiens en tant que fils de saint Arnoul.
Grimoald est assassiné en 657, éventuellement sous l'instigation d'Erchinoald, maire du palais au nom de Clovis II, qui l'aurait attiré puis capturé en Neustrie avant de l'exécuter,. Childebert apparaît pour avoir régné encore quelques années jusqu'en 662, où Ébroïn, maire du palais au nom de Clotaire III, fils aîné de Clovis II, attire à son tour Childebert en Neustrie, le fait tuer et place sur le trône d'Austrasie le fils cadet de Clovis II, Childéric II, qui épouse Bilichilde.

## Hypothèses

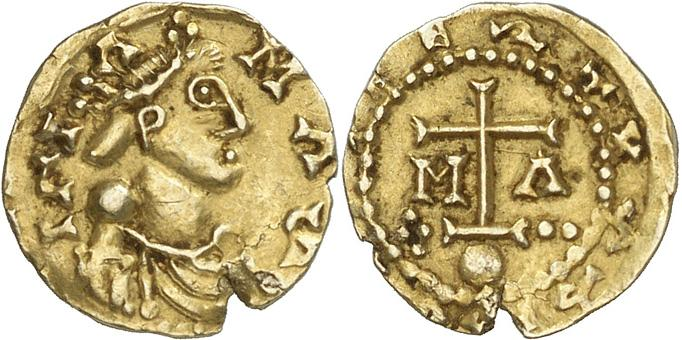
Trémissis de 7 siliques émis par Childebert l'Adopté à Marseille.

Cette histoire, encore acceptée de nos jours, a récemment été remise en cause par plusieurs historiens comme Richard Geberding, Mathias Becher et Christian Settipani.
- Selon Richard Gerberding, le récit du Liber Historiae Francorum contient une invraisemblance de taille : il est difficile d'admettre que Sigebert III ait pu craindre, à l'âge d'environ 21 ans, de ne pouvoir avoir de fils, crainte d'autant plus déraisonnable qu'il lui en naît un peu après[5].
- Selon Matthias Becher, aucun texte mérovingien contemporain ne mentionne Childebert III comme un roi non mérovingien (le Liber Historiae Francorum n'est rédigé que vers 727). En dehors du Liber Historiae Francorum, la mention d'adoptif n'apparaît que sous le règne de Charlemagne, à la fin du VIIIe siècle et sous la forme Childebertus adoptivus filius Grimoald(i) ou Childebertus i(d est) adoptivus Grimoaldus, formulation qui a plutôt tendance à signifier « Childebert  fils adoptif de Grimoald » ou « Childebert  c'est-à-dire l'adoptif de Grimoald »[6].
- Selon Christian Settipani, il semble que Childebert fut en fait un fils de Sigebert, légitime ou naturel, qui le confia en tutelle à Grimoald au moment de sa mort. L'auteur du Liber Historiae Francorum, un moine neustrien, aurait alors rédigé un récit erroné mais conforme aux intérêts de la Neustrie[7].

Étant donné les habitudes polygames des rois mérovingiens, il est difficile de dire si Childebert III est fils de Chimnechilde ou d'une concubine de Sigebert III. Dans ce dernier cas, l'exil du futur Dagobert II serait en fait un moyen d'éliminer un héritier avec qui il aurait fallu partager le royaume.